# Полинніков Олександр Миколайович
Олександр Миколайович Полинніков (рос. Александр Николаевич Полынников; 3 червня 1941, с. Чистеньке, Сімферопольський район, Кримська АРСР, СРСР — 8 вересня 2022, Москва, Росія) — радянський і російський кінооператор, кінорежисер, сценарист, продюсер. Лауреат Державної премії СРСР (1982).

## Життєпис

### Раннє життя
Олександр Полинніков народився 3 червня 1941 року в селі Чистенькому Сімферопольському районі Кримської АРСР. У дитинстві займався в театральному гуртку і вже тоді вирішив пов'язати своє життя з кінематографом.

### Кар'єра
З 1967 року став працювати оператором-постановником на Одеській кіностудії. У 1968 році закінчив операторський факультет ВДІКу (майстерня Леоніда Косматова). Один із перших фільмів, у якому Полинніков працював асистентом оператора, був «Короткі зустрічі» Кіри Муратової. У повнометражному кіно дебютував у пригодницькому фільмі Георгія Юнгвальд-Хількевича «Увага, цунамі!» як оператор-постановник. Це була картина про військових моряків, які служать на покинутому посту в Тихому океані. Згодом Юнгвальд-Гількевич співпрацював із Полинниковим ще на трьох своїх картинах — «Зухвалість» (1971), «Туфлі із золотими пряжками» (1976) і «Д'Артаньян і три мушкетери» (1978). Основною у своїй операторській кар'єрі Олександр Миколайович вважав картину Петра Тодоровського «Міський романс» (1970). У 1982 році за операторську роботу на телевізійному фільмі Костянтина Бромберга «Пригоди Електроніка» (1979) він був відзначений Державною премією СРСР.
1981 року Олександр Полинніков дебютував як кінорежисер, знявши спільно з Віктором Макаровим музичну романтичну комедію «Бережіть жінок», у якій відбувся дебют у кіно Юрія Антонова як композитора і співака. Залучити до роботи над картиною Антонова порадив Полиннікову його старший колега Георгій Юнгвальд-Хількевич. На початку 1990-х років Полинніков став одним із першопрохідців у жанрі еротичного кіно на радянському екрані. Його фільм «Оголена в капелюсі» став найбільшою прокатною подією 1992 року. Потім пішли «Ідеальна пара» (1992), де Олександр Миколайович розкрив народонаселенню очі на таке екзотичне явище, як свінгери (яке, як виявилося, могло мати місце і в житті росіян), а також «Страсті за Анжелікою» (1993) і «Чоловік легкої поведінки» (1994). У 1995 році за чотирнадцять днів Полинніков зняв легку комедію «Журавлина в цукрі» з Сергієм Шакуровим, Михайлом Боярським та Іриною Мірошниченко в головних ролях. Непогана доля склалася у його комедійного бойовика «Тонка штучка» (1999) за сценарієм Аркадія Ініна. Фільм брав участь у кінофестивалях, нагороди отримали Олександра Захарова, Ігор Бочкін, Аркадій Інін. Потім режисер працював над кількома російськими телесеріалами, зокрема «Повернення Мухтара».
Жив і працював у Москві.

### Смерть
Помер 8 вересня 2022 року від раку. Прощання з кінодіячем відбулося 12 вересня 2022 року в ритуальному залі на Хованському кладовищі. Згідно із заповітом, прах Полиннікова розвіяно над могилами його рідних в окупованому росіянами Криму.

## Сім'я
- Дружина (з 1987) — Анна Назар'єва (нар. 1969), акторка[7].

## Фільмографія
| Рік  | Фільм                                                   | Посада              |
| ---- | ------------------------------------------------------- | ------------------- |
| 1967 | «Біля моря, де ми грали»                                | оператор            |
| 1969 | «13 доручень»                                           | 2-й оператор        |
| 1969 | «Увага, цунамі!»                                        | оператор            |
| 1970 | «Міський романс»                                        | оператор            |
| 1971 | «Зухвалість»                                            | оператор            |
| 1972 | «Юлька»                                                 | оператор            |
| 1973 | «Ринг»                                                  | оператор            |
| 1974 | «Відповідна міра»                                       | оператор            |
| 1975 | «Ар-хі-ме-ди!»                                          | оператор            |
| 1976 | «Туфлі із золотими пряжками»                            | оператор            |
| 1977 | «Свідоцтво про бідність»                                | оператор            |
| 1978 | «Д'Артаньян та три мушкетери»                           | оператор            |
| 1979 | «Пригоди Електроніка»                                   | оператор            |
| 1981 | «Бережіть жінок»                                        | режисер, оператор   |
| 1982 | «Просто жах!»                                           | режисер             |
| 1985 | «Поживемо — побачимо»                                   | режисер             |
| 1986 | «Привід»                                                | режисер             |
| 1988 | «Приморський бульвар»                                   | режисер             |
| 1989 | «Візьми мене з собою»                                   | режисер             |
| 1990 | «День кохання»                                          | режисер             |
| 1991 | «Оголена в капелюсі»                                    | режисер             |
| 1992 | «Ідеальна пара»                                         | режисер, сценарист  |
| 1993 | «Кумпарсіта»                                            | режисер, сценарист  |
| 1993 | «Страсті за Анжелікою»                                  | режисер             |
| 1994 | «Чоловік легкої поведінки»                              | режисер             |
| 1996 | «Журавлина в цукрі»                                     | режисер             |
| 1997 | «Грішне кохання»                                        | режисер             |
| 1999 | «Тонка штучка»                                          | режисер             |
| 2000 | «Салон краси»                                           | режисер             |
| 2002 | «Комедійний коктейль»                                   | режисер, сценарист  |
| 2002 | «Дружна сімейка»                                        | режисер             |
| 2003 | «Повернення Мухтара»                                    | режисер             |
| 2005 | «Парубоча вечірка, або Великий секс у маленькому місті» | режисер             |
| 2006 | «Жіночі історії»                                        | продюсер            |
| 2006 | «Останній наказ Генерала»                               | продюсер            |
| 2007 | «Білка в колесі»                                        | продюсер            |
| 2007 | «Сумна дама червів»                                     | продюсер            |
| 2008 | «Осінній детектив»                                      | продюсер            |
| 2009 | «Кармеліта. Циганська пристрасть»                       | оператор            |
| 2012 | «Чай із бергамотом»                                     | сценарист, продюсер |
| 2013 | «Щастить же людям!»                                     | режисер             |
| 2016 | «Хрещена»                                               | режисер             |

## Нагороди
- 1982 — Державна премія СРСР за операторську роботу на фільмі «Пригоди Електроніка»[2].